# Shuna-Schwerter
Die Shuna-Schwerter sind bronzezeitliche Schwerter, die beim Torfstechen auf einer schottischen Insel gefunden wurden.

## Beschreibung
Die drei Shuna-Schwerter aus dem 8. Jahrhundert v. Chr. wurden auf Shuna (schottisch-gälisch Siùna), wahrscheinlich eine der unbewohnten Inseln der Slate Islands im Archipel der Inneren Hebriden in Schottland gefunden.
Nach Informationen von Historic Environment Scotland gibt es keine genaueren Angaben zum Fundort; allerdings sind Details zur Fundsituation bekannt. Da der Herr Thomson, der dem National Museum of Antiquities of Scotland ein Schwert schenkte, von der Slate Island Shuna kam, wird angenommen, dass dort der Fundort ist. Die andere Möglichkeit wäre Shuna Island im Loch Linnhe. Die Schwerter des Hortfunds wurden etwa 1875 beim Torfstechen in einem Moor aufrecht im Boden steckend gefunden. Sie stammen aus der bronzezeitlichen Ewart Park Phase wurden in England hergestellt, sind Beleg für Wohlstand und Kultur in der Region und ein wertvolles Opfer. Nachfolgend Einzelbeschreibungen der Schwerter:
- Schwert 1 hat eine Länge von 64,2 cm, bei einer maximalen Klingenbreite von 4,75 cm ist es in gutem Zustand, aber die Oberfläche ist korrodiert.
- Schwert 2 hat eine Länge von 60,2 cm, bei einer maximalen Klingenbreite von 4,5 cm. Es hat einige kleine Kerben am Rand.
- Schwert 3 mit fehlender Spitze hat eine Länge 53,8 cm und eine maximale Blattbreite von 3,9 cm.